# Aconitum sinchiangense
Aconitum sinchiangense är en ranunkelväxtart som beskrevs av Wen Tsai Wang. Aconitum sinchiangense ingår i släktet stormhattar, och familjen ranunkelväxter. Inga underarter finns listade i Catalogue of Life.